# Você
Você é um pronome pessoal de tratamento. Refere-se à segunda pessoa do discurso, mas, por ser pronome de tratamento, é empregado na terceira pessoa (como "ele" ou "ela"). Sua origem etimológica encontra-se na expressão de tratamento de deferência vossa mercê, que se transformou sucessivamente em , vosmecê, vancê e você. Vossa mercê (mercê significa graça, concessão) era um tratamento dado a pessoas às quais não era possível se dirigir pelo pronome tu.
Em galego algumas pessoas utilizam você enquanto outras por contacto com o castelhano utilizam um meio termo vostede, em castelhano a palavra equivalente é usted e em catalão vostè.

## História
Inicialmente, mercê era o elevado tratamento dado na terceira pessoa aos reis de Portugal, durante a dinastia de Borgonha, e inícios da dinastia de Avis que se lhe seguiu. No século XV, quando os soberanos portugueses adotaram o chamamento de alteza (vossa alteza, sua alteza) foi o título de mercê começado a ser dado às principais figuras do Reino, nas principais casas fora da Família Real, generalizando-se a dado passo como forma de tratamento adotada pelos fidalgos entre si. Este processo é lento e gradual, mantendo-se alternativamente o tratamento antigo por vós em certos setores mais elevados da sociedade portuguesa, paralelamente ao de vossa mercê. O tu já então era reservado apenas às classes burguesas, e populares, utilizado na nobreza apenas quando existisse grande grau de intimidade, geralmente intimidade familiar, e de superiores para inferiores (pais para filhos, avós para netos, fidalgos para criados e populares). Os inferiores em dignidade (sobrinhos para tios, criados para patrões etc.) respondiam ao tu com que eram tratados na terceira pessoa, ou por vós, ou pelo tratamento correspondente à dignidade reconhecida à pessoa mais importante durante o diálogo.
Com a sucessiva barroquização dos tratamentos régios na Europa, os monarcas portugueses, não podendo hierarquicamente serem oficialmente designados por formas de chamamento já abandonadas por outros soberanos, viram-se obrigados a acompanhar o movimento geral.
Assim, à medida que os soberanos portugueses foram sucessivamente reservando para si os chamamentos superiores de majestade (vossa majestade, sua majestade), e de majestade fidelíssima (vossa majestade fidelíssima, e sua majestade fidelíssima), verificou-se uma inflação dos mesmos nos degraus seguinte da pirâmide social da nobreza.
O tratamento de "vossa excelência" surgiu no século XVI, depois de D. Sebastião ter adoptado o título de "majestade" para os reis de Portugal. Posteriormente, o título passou a ser considerado um privilégio oficial e exclusivo dos Duques de Bragança, por determinação de D. Filipe I, monarca da coroa espanhola e herdeiro da coroa portuguesa, como forma de facilitar a aceitação da União Ibérica.  Este mesmo título, "vossa excelência" , foi depois generalizando, gradualmente, a outros duques portugueses, e finalmente a todos os grandes do Reino, incluindo todos os fidalgos portugueses - sendo a restante nobreza chamada de senhoria (vossa senhoria, sua senhoria).
No século XIX, sendo os ministros de Estado portugueses e brasileiros, os grandes, os bispos, os conselheiros, e a fidalguia lusófona em geral tratados pelo título que lhes era reservado de excelência (vossa excelência, sua excelência), o alargado e diminuído tratamento de vossa mercê, contraído no seu uso coloquial em vossemecê, e vosmecê, já estava tão generalizado na Lusofonia que Camilo Castelo Branco ironiza a respeito, escrevendo de modo risonho que o seu merceeiro se ofendera por ele corajosamente o ter tratado por você. Segundo Camilo, o lojista quereria ser tratado por senhoria (vossa senhoria, sua senhoria), que era o tratamento intermédio então ainda reservado a toda a nobreza distinta em geral, sem foros de fidalguia principal; ou seja, aos escalões médios e inferiores da nobreza, em seguida, a mesma passou a se chamar excelentíssima (excelentíssimo senhor), abandonando o título de senhoria (vossa senhoria, ilustríssimo senhor) aos burgueses e ao povo. 
Com a implantação de regimes republicanos, mantém-se oficialmente em Portugal e no Brasil o tratamento oficialmente obrigado de excelência para os chefes de Estado, primeiros-ministros, ministros e algumas outras altas dignidades eclesiásticas e civis, sendo os restantes tratamentos usados cada vez menos, em meras formas de cortesia facultativa e cada vez mais em desuso.
Entretanto, o simples tratamento por "vós", que se mantém em outras línguas latinas, como o francês e o espanhol, tem vindo a desaparecer do uso coloquial da língua portuguesa. Destaca-se que o "vós" ainda é usado na prática litúrgica, em formalidades, em certas regiões de Portugal e em romances históricos.
Apesar do uso generalizado do "você", tanto no brasil como no Alentejo e na Madeira, em grande parte de Portugal há um uso muito peculiar do pronome, maioritamente para mostrar distanciamento, formalidade e menos intimidade. Um artigo publicado no jornal Observador, retrata a formalidade do uso de "você", em Portugal, da seguinte forma: "Conheço bons amigos que ainda se tratam uns aos outros por você depois de mais de 30 anos de amizade, e pergunto-me se é só porque nunca chegaram ter “a conversa”. Nem sequer existem regras concretas para as famílias. Há famílias onde toda a gente é tu, sem falha. E há famílias para quem só a relação de sangue justifica o tu, e onde os genros e as noras são você para sempre. (...) Existem famílias que querem que os filhos usem você para os pais, enquanto os pais tratam os filhos por tu, e há pais que tratam os seus filhos por você. Se existe uma forma de distanciar-se de um filho, além de recusar abraços, é essa".